# Центральный административный регион (Сан-Паулу)

Центральный административный регион Сан-Паулу на карте.

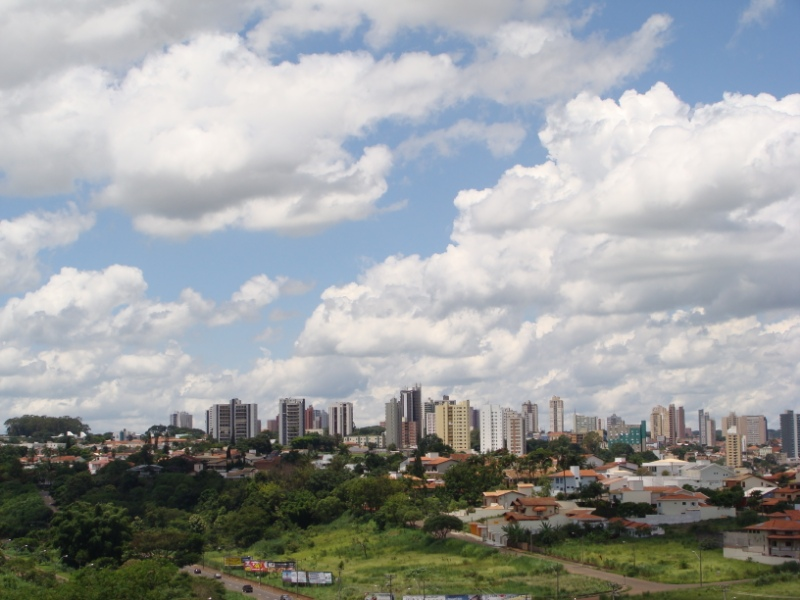
Город Сан-Карлус.

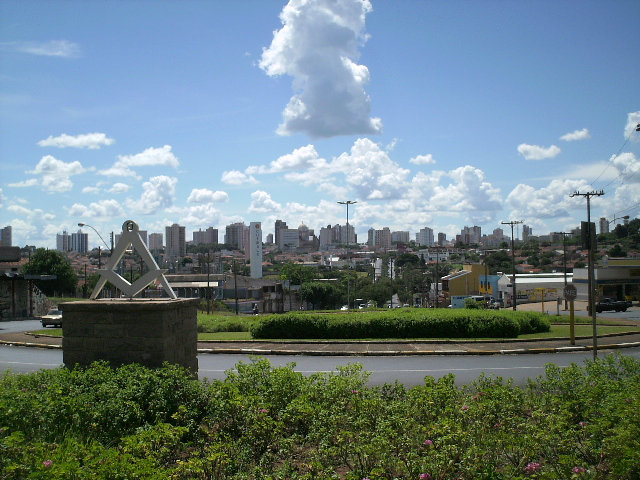
Город Араракуара

Центральный административный регион (порт. Região Administrativa Central)  —  крупная городская агломерация в штате Сан-Паулу в Бразилии. Население составляет 923 753 человека на 2005 год и 1 026 094 человек на 2014 год. Занимает площадь 11.018 км². Плотность населения — 83,84 чел./км².
Включает центральные муниципалитеты штата Сан-Паулу, самыми крупными по населению из которых являются города Сан-Карлус (238.958 человек в 2014 году) и Араракуара (224.304 человек в 2014 году).

## Состав
В агломерацию входят все муниципалитеты микрорегиона Араракуара и почти все муниципалитеты микрорегиона Сан-Карлус, а также западные муниципалитеты микрорегиона Пирасунунг и южные муниципалитеты микрорегионов Рибейран-Прету и Жаботикабал. 
муниципалитеты микрорегиона Сан-Карлус:
- Дескалваду
- Дораду
- Ибате
- Рибейран-Бониту
- Сан-Карлус

муниципалитеты микрорегиона Араракуара:
- Америку-Бразильенси
- Араракуара
- Боа-Эсперанса-ду-Сул
- Борборема
- Добрада
- Гавиан-Пейшоту
- Ибитинга
- Итаполис
- Матан
- Мотука
- Нова-Эуропа
- Ринкан
- Санта-Лусия
- Табатинга
- Трабижу

муниципалитет микрорегиона Пирасунунг:
- Порту-Феррейра

муниципалитет микрорегиона Рибейран-Прету:
- Санта-Рита-ду-Паса-Куатру

муниципалитеты микрорегиона Жаботикабал:
- Такуаритинга
- Санта-Эрнестина
- Фернанду-Престис
- Кандиду-Родригис

## Статистика
- Валовой внутренний продукт на 2004 составляет 12,5  bilhões реалов (данные: Бразильский институт географии и статистики).
- Валовой внутренний продукт на душу населения на 2004 составляет 13.553,78 реалов (данные: Бразильский институт географии и статистики).
- Индекс развития человеческого потенциала на 2000 составляет 0,831 (данные: Программа развития ООН).